# 青年日本の歌

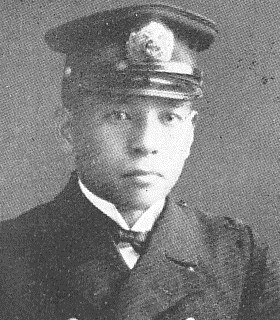
「青年日本の歌」の歌詞の作者、三上卓

青年日本の歌（せいねんにほんのうた）または昭和維新の歌（しょうわいしんのうた）は、1930年に創作された日本の歌曲。作者は大日本帝国海軍中尉で、後の五・一五事件に関与した三上卓である。歌詞中の詩句の多くは土井晩翠と大川周明の著作から剽窃、無断引用されている。

## 概要
歌詞の内容は「国家改造」「昭和維新」すなわち政界の元老、権臣や財閥などの排除を主張し、当時の日本社会の経済や貧富の格差の状況をある程度反映している。中国メディアはファシズムの曲と紹介している。発表以来、日本中に人気が出てきたが、1936年に禁止となった。歌詞が暴力を煽って、昭和天皇の不満を招いたことが原因とされる。
戦後は民族派に歌い継がれた。また、西部邁も好んだ。

## 歌詞
1. 汨羅の淵に波騒ぎ
巫山の雲は乱れ飛ぶ
混濁の世に我立てば
義憤に燃えて血潮湧く
2. 権門上に傲れども
国を憂うる誠なし
財閥富を誇れども
社稷を思う心なし
3. ああ人栄え国亡ぶ
盲たる民世に躍る
治乱興亡夢に似て
世は一局の碁なりけり
4. 昭和維新の春の空
正義に結ぶ丈夫が
胸裡百万兵足りて
散るや万朶の桜花
5. 古びし死骸乗り越えて
雲漂揺の身は一つ
国を憂いて立つからは
丈夫のうたなからめや
6. 天の怒りか地の声か
そもただならぬ響きあり
民永劫の眠りより
醒めよ日本の朝ぼらけ
7. 見よ九天の雲は垂れ
四海の水は雄叫びて
革新の機到りぬと
吹くや日本の夕嵐
8. あゝうらぶれし天地の
迷いの道を人はゆく
栄華を誇る塵の世に
誰が高楼の眺めぞや
9. 功名何ぞ夢の跡
消えざるものはただ誠
人生意気に感じては
成否を誰かあげつらう
10. やめよ離騒の一悲曲
悲歌慷慨の日は去りぬ
われらが剣今こそは
廓清の血に躍るかな

### 解説
歌詞冒頭の「汨羅」は、屈原が国を憂いて投身した汨羅江であり、これに続く「巫山の雲」とは、一般に男女の契り、すなわち性行為を表す慣用句である。